# Sellerie nautique

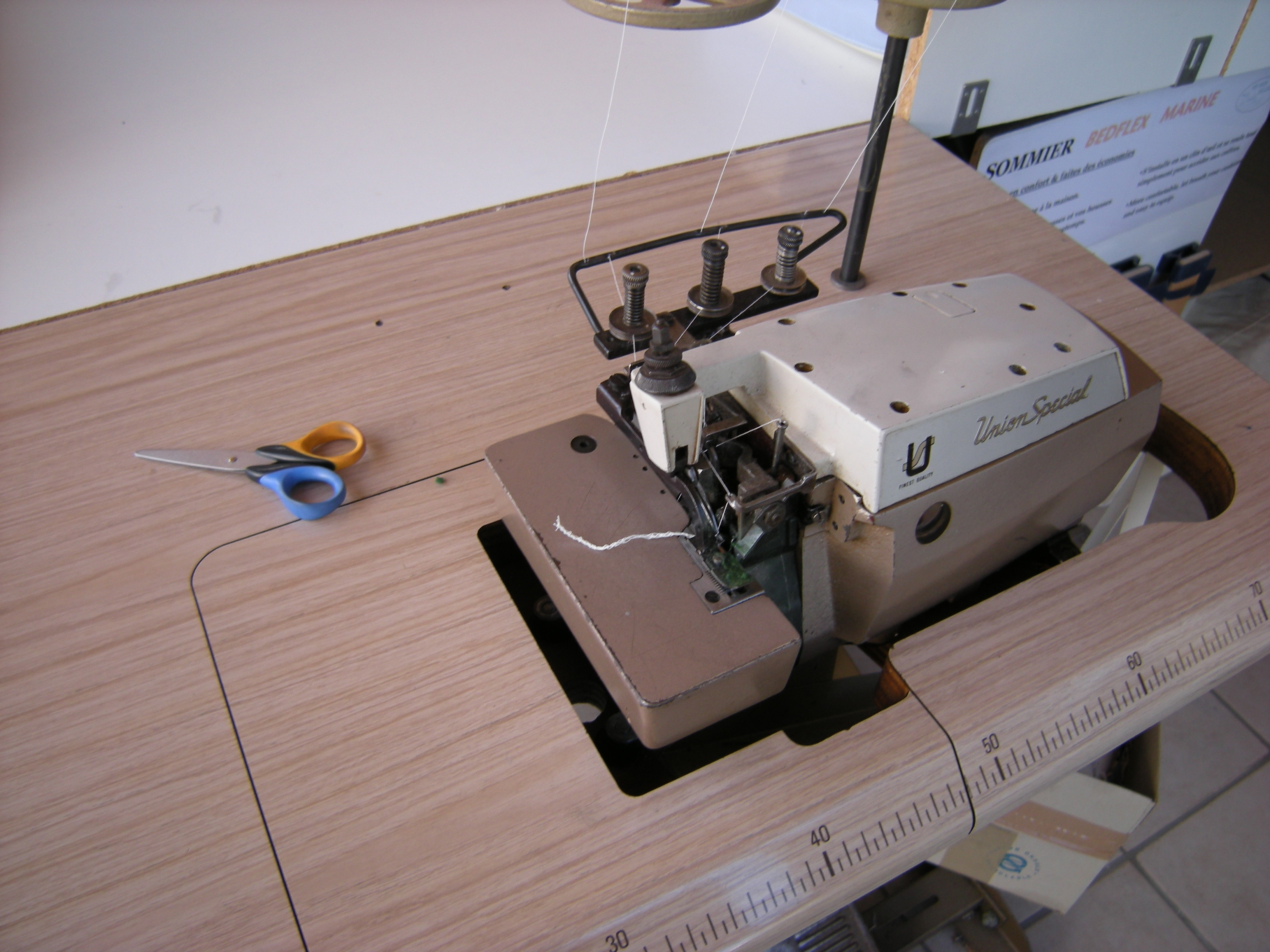
Surjeteuse 3 fils utilisée en sellerie nautique

La sellerie nautique est un domaine de création de l'aménagement d'intérieur et d'extérieur des navires, on la considère généralement comme une des branches des métiers de la maroquinerie.
Il existe des sociétés spécialisées dans cette création, mais ce travail peut également être fait par certaines voileries.
Parmi les objets conçu en sellerie nautique, on peut citer les coussins, banquettes, tauds ou capotages extérieurs souples,